# Pravica do azila
Pravica do azila (včasih imenovana pravica do političnega azila ali pravica pribežališča; iz   ἄσυλον (ásulon) 'zatočišče') je starodavni pravni koncept, po katerem lahko ljudje, ki jih preganjajo njihovi vladarji, poiščejo zaščito pri drugem suverenem organu, kot je druga država ali druga entiteta. Priznavali so jo stari Egipčani, stari Grki in Hebrejci, od njih pa jo je prevzela zahodna tradicija. Ta pravica se je ohranila tudi v srednjem veku in pozneje. René Descartes je pobegnil na Nizozemsko, Voltaire v Anglijo, Thomas Hobbes pa v Francijo, saj je vsaka država ponujala zatočišče preganjanim tujcem.
Egipčani, Grki in Hebrejci so priznavali »pravico do azila« iz verskih razlogov. Načelo je sprejela tudi krščanska cerkev in razvila so se različna pravila o tem, kdo, kdaj in v kakšni meri lahko prejme zaščito. Svet v Orleanu je leta 511 v prisotnosti Clovisa sprejel, da se bo azil podelil vsakomur, ki se zateče v cerkev ali na cerkveno posest ali na dom škofa. Ta zaščita je veljala tudi za morilce, tatove in prešuštnike.
Danes je pravica do azila zapisana v Splošni deklaraciji človekovih pravic iz leta 1948 in jo podpirata Konvencija o statusu beguncev iz leta 1951 ter Protokol o statusu beguncev iz leta 1967. V skladu s temi sporazumi je begunec oseba, ki je zapustila ozemlje lastne države zaradi strahu pred preganjanjem na zaščitenih podlagah, vključno z raso, kasto, narodnostjo, vero, političnim prepričanjem ali sodelovanjem v določeni družbeni skupni ali družbenih dejavnostih.